# Jane Powell
Suzanne Lorraine Burce (Portland, Oregón, 1 de abril de 1929-Wilton, Connecticut, 16 de septiembre de 2021), más conocida como Jane Powell, fue una cantante, bailarina y actriz estadounidense.

## Biografía
Powell llegó a la fama durante su niñez como cantante en su ciudad natal de Portland, Oregón, firmando contrato con Metro-Goldwyn-Mayer mientras todavía era adolescente. Una vez allí, el estudio utilizó sus talentos vocales, de danza y de interpretación, trabajando en musicales tales como Royal Wedding (1951) con Fred Astaire, A Date with Judy (1948) con su amiga Elizabeth Taylor y Siete novias para siete hermanos (1954) con Howard Keel. A finales de los años 1950, su carrera interpretativa se ralentizó, enfocándose a un prolífica carrera teatral y televisiva.

## Filmografía

### Cine
| Año  | Título                                                  | Papel             |
| ---- | ------------------------------------------------------- | ----------------- |
| 1944 | Song of the Open Road                                   | Ella misma        |
| 1945 | Delightfully Dangerous                                  | Sherry Williams   |
| 1946 | Holiday in Mexico                                       | Christine Evans   |
| 1948 | Three Daring Daughters                                  | Tess Morgan       |
| 1948 | A Date with Judy                                        | Judy Foster       |
| 1948 | Luxury Liner                                            | Polly Bradford    |
| 1950 | Nancy Goes to Rio                                       | Nancy Barklay     |
| 1950 | Two Weeks with Love                                     | Patti Robinson    |
| 1951 | Royal Wedding                                           | Ellen Bowen       |
| 1951 | Rich, Young and Pretty                                  | Elizabeth Rogers  |
| 1953 | Small Town Girl                                         | Cindy Kimbell     |
| 1953 | Three Sailors and a Girl                                | Penny Weston      |
| 1954 | Siete novias para siete hermanos                        | Milly Pontipee    |
| 1954 | Athena                                                  | Athena Mulvain    |
| 1954 | Deep in My Heart                                        | Ottilie van Zandt |
| 1955 | Hit the Deck                                            | Susan Smith       |
| 1958 | The Girl Most Likely                                    | Dodie             |
| 1958 | The Female Animal                                       | Penny Windsor     |
| 1958 | Enchanted Island                                        | Fayaway           |
| 1975 | Tubby the Tuba                                          | Celeste           |
| 1999 | Picture This                                            |                   |
| 2003 | Broadway: The Golden Age, by the Legends Who Were There | Ella misma        |